# Shinkansen

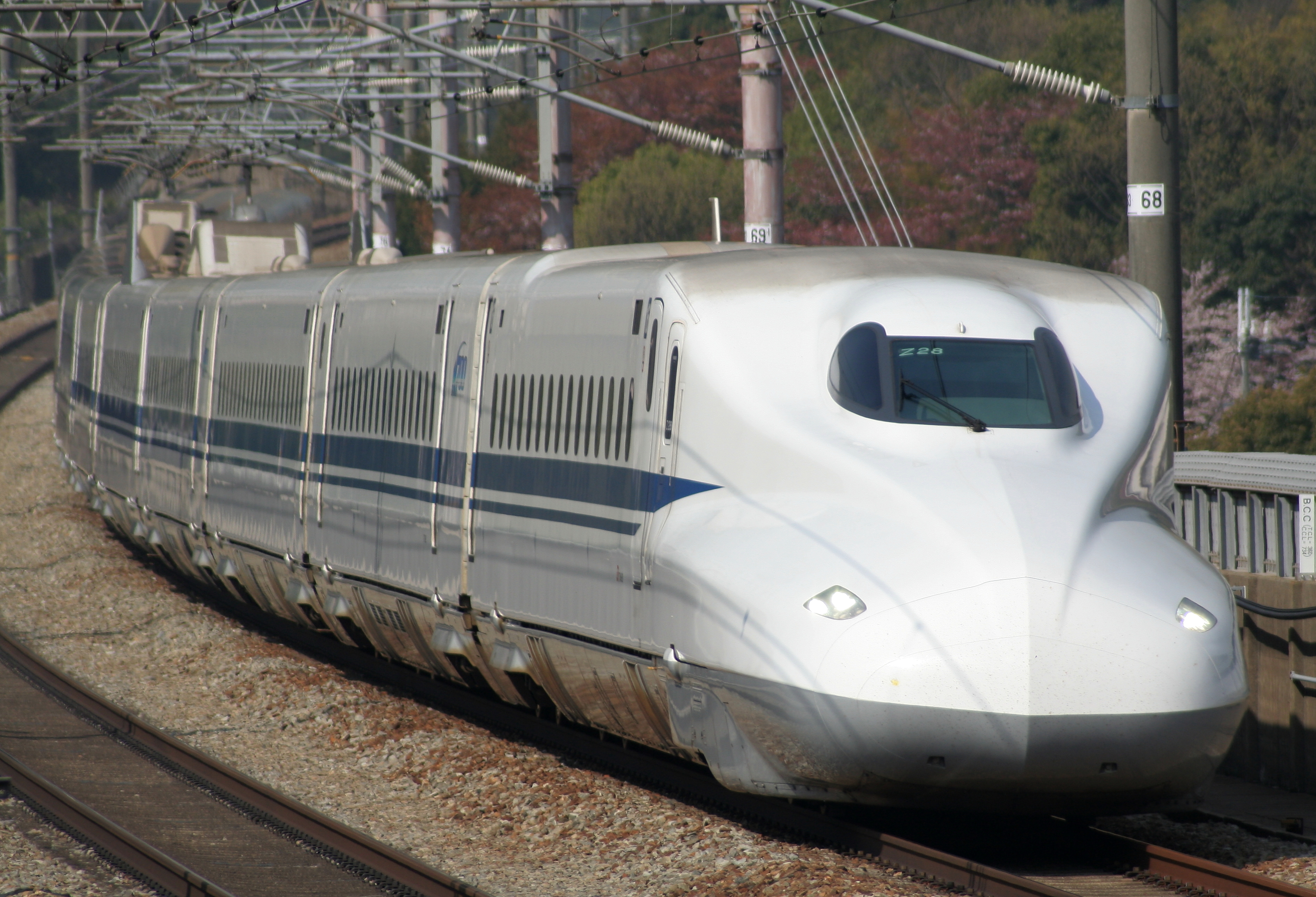
Shinkansentåg typ N700.

Shinkansen (japanska: 新幹線?, 'Nya stambanan') är ett separat järnvägsnät i Japan som trafikeras med speciella höghastighetståg. Nätet har linjer på Honshu, Kyushu och Hokkaido. Det täcker in hela Honshus längd och binder därmed samman stora delar av Japan. Det byggdes från början av det statliga Japanese National Railways. Sedan 1987 är det trafikföretag i samarbetet Japan Railways som äger, driver och bygger ut de olika banorna.
Shinkansen betyder "Nya stambanan" på japanska, och syftar egentligen bara på själva spåren, även om tågen också benämns med detta namn.
Den första linjen öppnades den 1 oktober 1964 mellan Tokyo och Osaka.
Shinkansen-nätet används endast för persontrafik och trafiken betraktas som extremt säker.
Först i oktober 2004 spårade det första tåget ur i 210 km/h under ett jordskalv, ingen av de 155 passagerarna blev dock allvarligt skadade.

## Historia

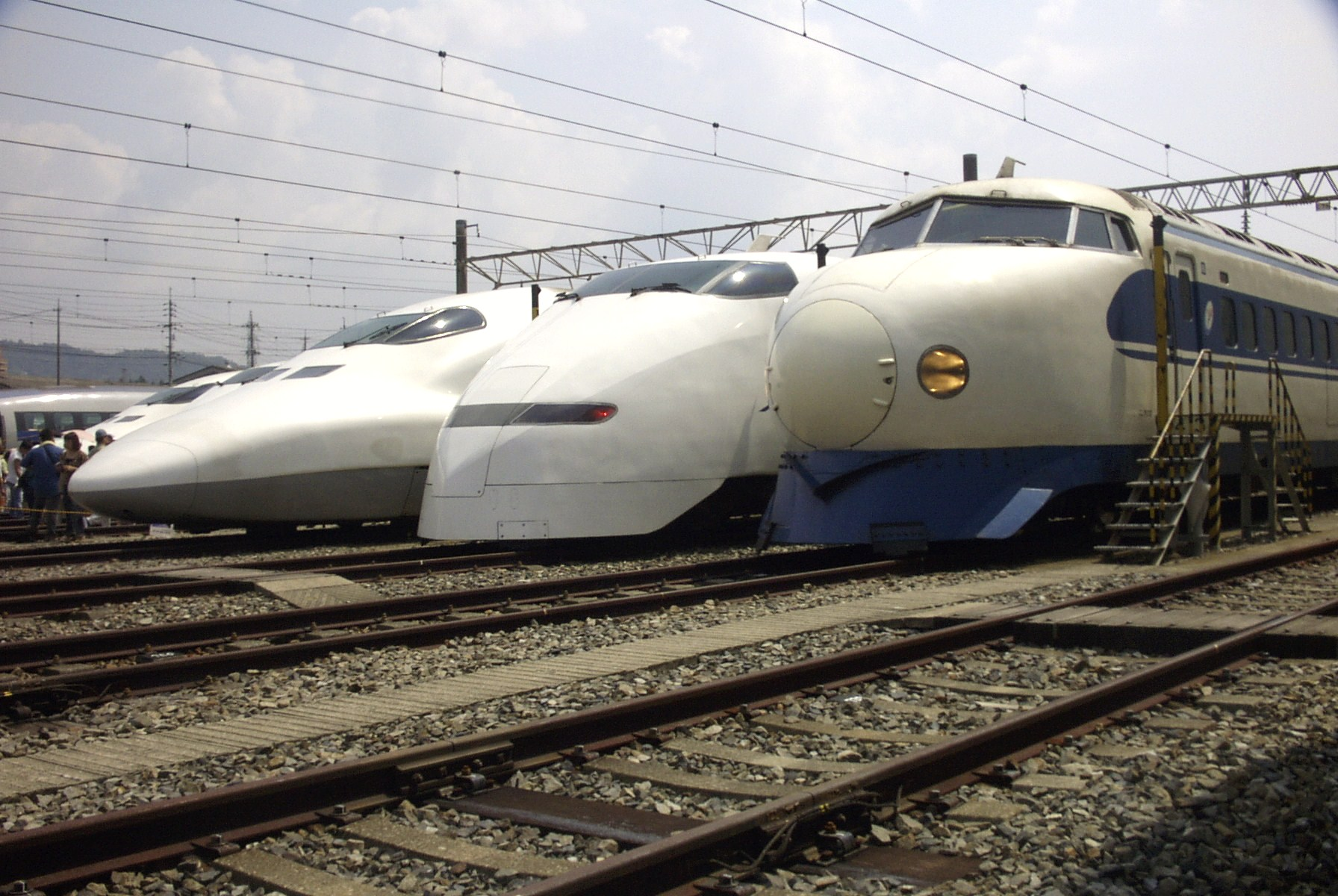
Shinkansentåg av tre olika generationer. Framifrån och bortåt serie 0, 300 och 700.

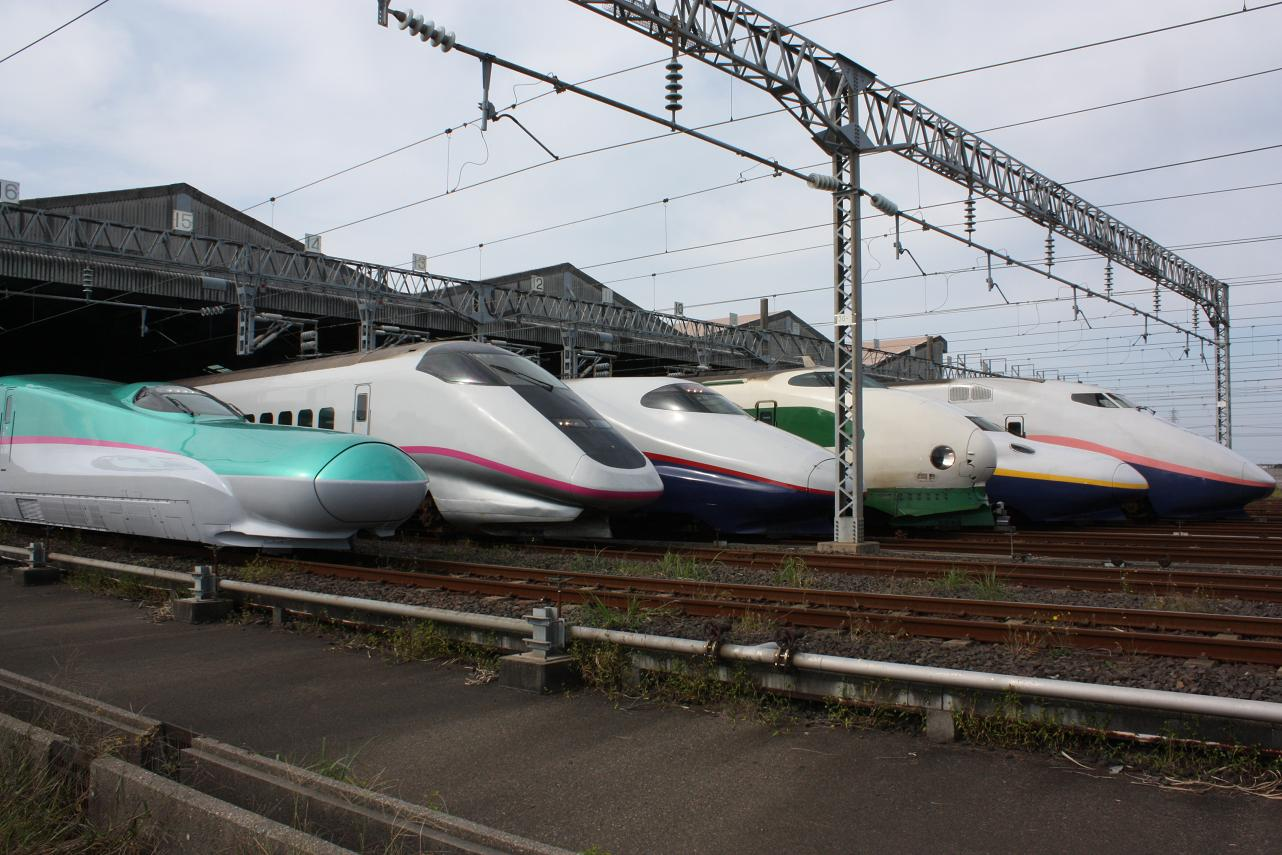
En uppställning Shinkansentåg vid depån i Niigata, tillhörande JR East. Från vänster till höger serie E5, E3, E2, 200, E4 och E1.

Under 1950-talet var den dubbelspåriga Tokaidolinjen mellan Tokyo och Osaka utnyttjad till sin fulla kapacitet. 1958 tillsattes en statlig utredningsgrupp som kom fram till att man skulle bygga en ny normalspårig snabbtågslinje.

### Organisation
1987 privatiserades JNR och de befintliga banorna överfördes till det nybildade Shinkansen Holding Cooperation och leasades ut till de nybildade trafikföretagen i JR group.
1991 fick de trafikerande bolagen köpa ut banan på avbetalning.

### Färdigställda utbyggnader
Bygget av Tokaido Shinkansen mellan Tokyo och Shin-Ōsaka station i Osaka påbörjades 1959 och öppnades 1 oktober 1964 i tid för de olympiska spelen i Tokyo.
Den naturliga förlängningen Sanyo Shinkansen västerut från Shin-Osaka öppnades först till Okayama i mars 1972. Hela linjen till Hakata i Fukuoka öppnades i mars 1975.
Tohoku Shinkansen till Morioka och Joetsu Shinkansen till Niigata öppnade från Omiya strax norr om Tokyo 1982, förlängdes till Ueno station i Tokyo i mars 1985 och stod färdiga till Tokyo station i juni 1991.
Yamagata Shinkansen mellan Shinjo och Fukushima öppnades 1993 (1992 enligt ). Denna linje är en ombyggd tidigare smalspårig järnväg som breddats till normalspår för att kunna kopplas ihop med shinkansennätet. Det är den första banan som inte ursprungligen byggts för Shinkansen och kallas ofta mini-Shinkansen.
Akita Shinkansen mellan Akita och Morioka är också en mini-Shinkansen byggd på samma sätt som öppnade 1997.
Nagano Shinkansen till Nagano öppnades 1997.
Tohoku Shinkansen förlängdes till Hachinohe 2002.
Kyushu Shinkansens första etapp mellan Shin-Yatsushiro och Kagoshima-Chuo öppnades 2004.
Tohoku Shinkansen förlängdes till Shin-Aomori 2010.
Kyushu Shinkansens andra etapp från Shin Yatsushiro med koppling till Sanyo Shinkansen i Hakata öppnades i mars 2011.
Hokuriku Shinkansen som tidigare kallats Nagano Shinkansen förlängdes med en andra etapp till Kanazawa som öppnades 14 mars 2015.
Första etappen av Hokkaido Shinkansen till Shin-Hakodate-Hokuto öppnades för trafik 26 mars 2016.
Första etappen av Nishi Kyushu Shinkansen, den isolerade 66 km långa sträckan Takeo Onsen till Nagasaki invigdes 23 september 2022.
Tredje etappen av Hokuriku Shinkansen, som förlänger från Kanazawa till Tsuruga öppnades för trafik 16 mars 2024.

## Översikt över nätet

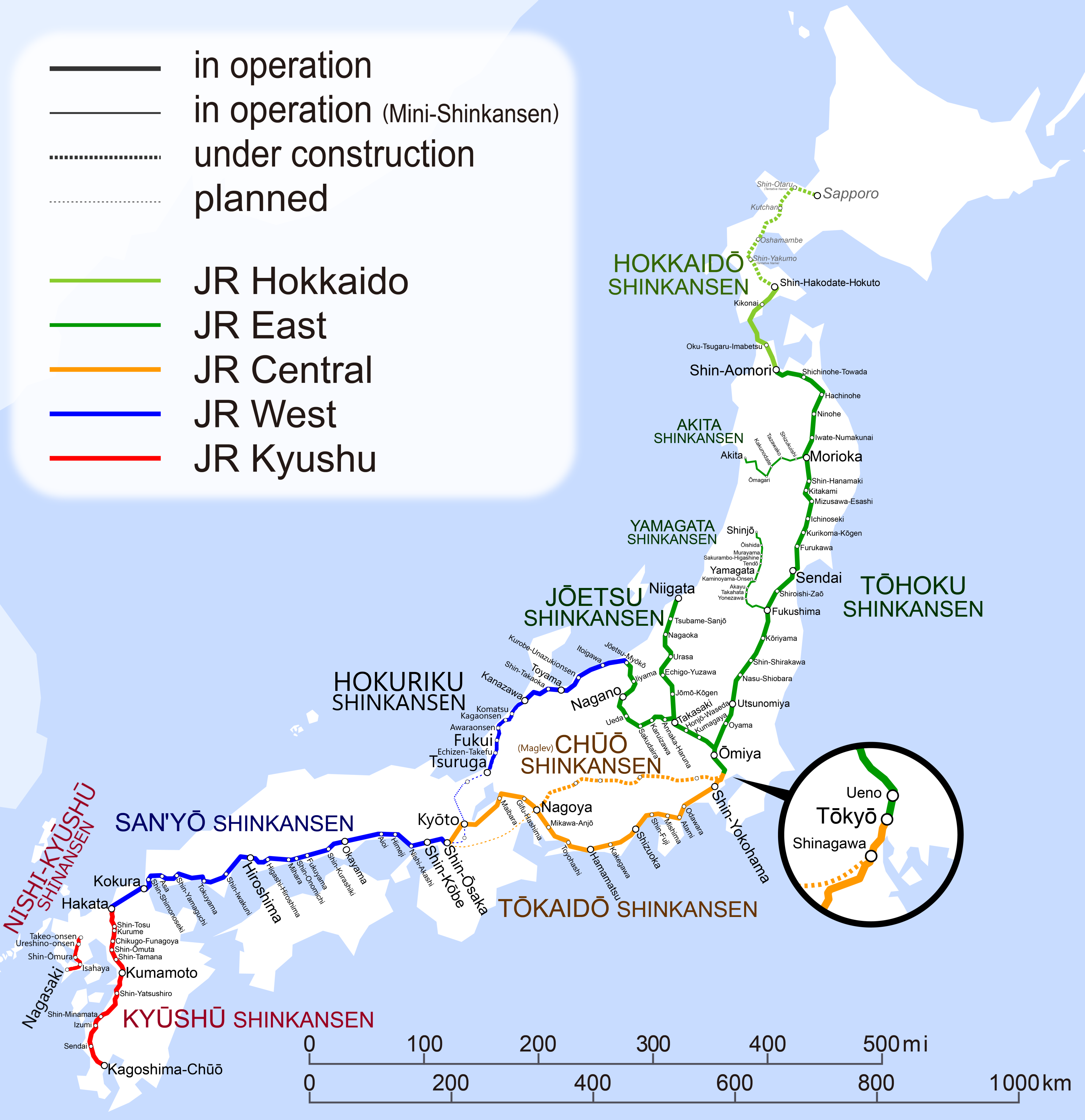
Karta över Shinkansennätet.
Linjer markerade i mörkgrönt drivs av JR Higashi-nihon
Tokaido Shinkansen i gult drivs av JR Tokai
Sanyo shinkansen i blått drivs av JR Nishi-nihon
Kyushu shinkansen i rött drivs av JR Kyūshū
Hokkaido Shinkansen i ljusgrönt drivs av JR Hokkaido

Nätet delas i en västlig del väster om Tokyo station som använder 60 Hz elsystem och en östlig som använder 50 Hz.
De västliga linjerna utgör tillsammans ett stråk utan grenar och är från Tokyo räknat Tokaido, Sanyo och Kyushu Shinkansen. Tokaido- och Sanyolinjerna samtrafikeras så att en del tåg går hela vägen från Tokyo till Hakata. Kyushu Shinkansen har anslutning med Sanyo Shinkansen i Hakata, också de har genomgående trafik. Det finns en isolerad del på västra Kyushu till Nagasaki.
Banorna som sträcker norrut från Tokyo utgör istället en trädstruktur där stammen utgörs av Tohoku Shinkansen som de andra banorna ansluter till, Hokuriku Shinkansen via Joetsu Shinkansen. Trafikmässigt går de allra flesta avgångar till eller från Tokyo men kallas vid namn efter den bansträckning där de har den andra ändstationen.
Längst i norr från Shin Aomori till Shin-Hakodate-Hokuto  på Hokkaido går Hokkaido Shinkansen, som drivs av JR Hokkaido.

### Tabell över linjer
Data i tabellen från.
| Benämning               | Sträckning                                                    | längd  |
| ----------------------- | ------------------------------------------------------------- | ------ |
| Tokaido Shinkansen      | Tokyo - Shin-Ōsaka                                            | 515 km |
| Sanyo Shinkansen        | Shin-Ōsaka - Hakata                                           | 554 km |
| Tohoku Shinkansen       | Tokyo - Omiya - Fukushima - Morioka - Hachinohe - Shin-Aomori | 675 km |
| Joetsu Shinkansen       | Omiya - Takasaki - Niigata                                    | 270 km |
| Hokuriku Shinkansen     | Takasaki - Tsuruga                                            | 471 km |
| Yamagata Shinkansen     | Fukushima - Shinjo                                            | 148 km |
| Akita Shinkansen        | Morioka - Akita                                               | 127 km |
| Kyushu Shinkansen       | Hakata - Kagoshima-Chuo                                       | 257 km |
| Hokkaido Shinkansen     | Shin-Aomori - Shin-Hakodate-Hokuto                            | 149 km |
| Nishi Kyushu Shinkansen | Takeo Onsen - Nagasaki                                        | 66 km  |

### Organisation
De fyra linjerna Tokaido Shinkansen, Sanyo Shinkansen, Tohoku Shinkansen och Joetsu Shinkansen överfördes till nybildade Shinkansen Holding Corporation som leasade ut banorna till de trafikerande bolagen i Japan Rail Group vid privatiseringen 1987. Den geografiska uppdelningen gjordes inte lika strikt för Shinkansen för att det inte passade bra för den verksamheten. Således kör JR Tokai Tokaido Shinkansen, JR Nishi-nihon kör Sanyo Shinkansen och JR Higashi nihon kör Tohoku Shinkansen och Joetsu Shinkansen. 1991 fick de trafikerande bolagen köpa ut linjerna på avbetalning. JR Higashi nihon äger, bygger ut, förvaltar och trafikerar nätet som bygger ut från deras ursprungliga linjer, det vill säga förutom Tohoku och Joetsu Shinkansen även Hokuriku, Yamagata och Akita Shinkansen. JR Kyushu äger, bygger och driver Kyushu Shinkansen. Senaste operatören som driver en Shinkansenlinje är JR Hokkaido som driver Hokkaido Shinkansen öppnad 2016.

### Teknik

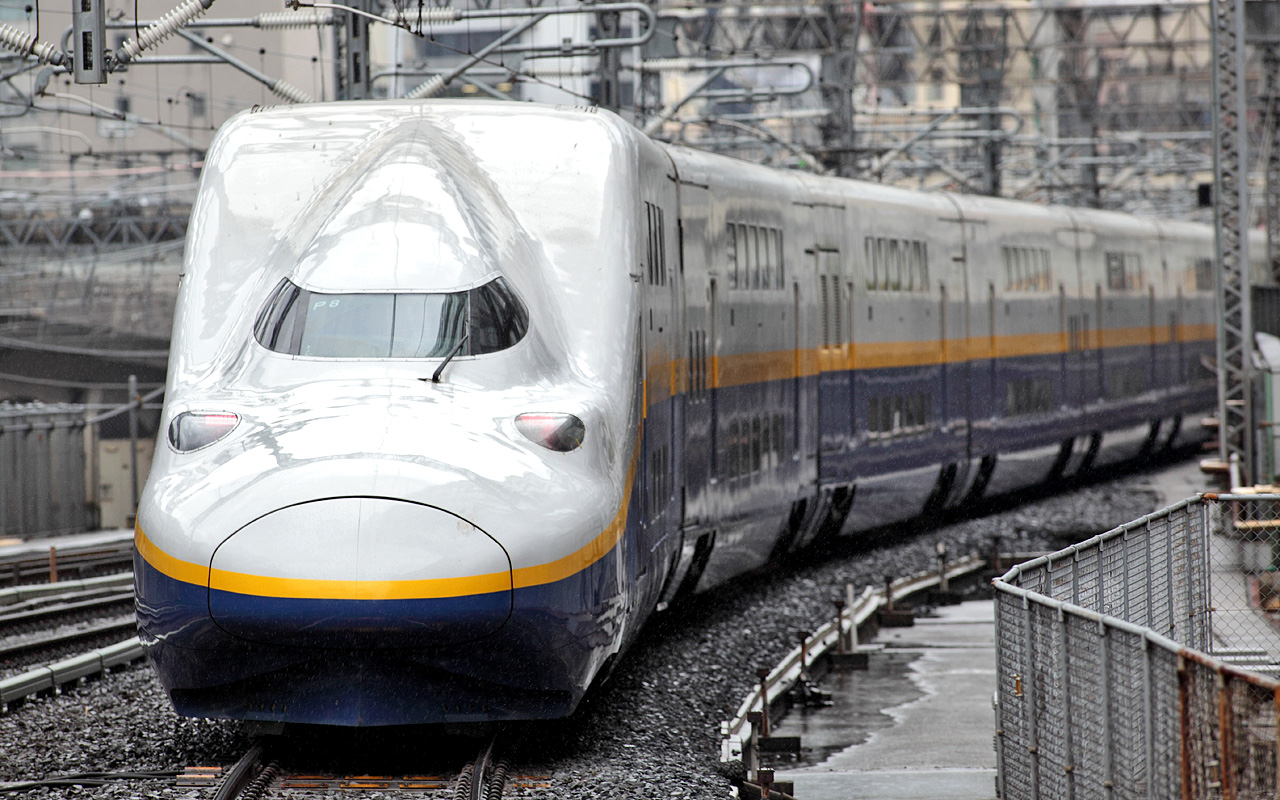
Shinkansentåg E4 av dubbeldäckartyp.

Shinkansen-linjerna har spårvidden 1435 mm, d.v.s. normalspår. Resten av Japans nationella järnvägsnät har spårvidden 1067 mm. Matningsspänningen är 25 kV växelspänning med frekvensen 50 Hz på linjerna som sträcker norrut från Tokyo och 60 Hz väster om Tokyo. Hokuriku Shinkansen byter frekvens tre gånger och tågen som trafikerar den kan hantera båda systemen
Miljöproblem med ljudstörningar har varit omfattande hos Shinkansen-systemet. I Tokyo-området (45 miljoner invånare) passerar banan rakt igenom bostadsbebyggelse, vilket tillsammans med flitigt användande av betongplattespår (resonanslåda), har gjort att hastigheterna har sänkts.
Från början var den högsta hastigheten i trafik på banan 210 km/h. Nya banor, förbättringar av banorna, tågen och annan utrustning har gjort att den högsta hastigheten i trafik från och med 2013 är 320 km/h.
Tekniskt sett är Shinkansen-tågen tämligen konventionella i sin uppbyggnad men med en teknik som håller en mycket hög kvalitet. Samtliga enheter ("vagnar") har tvåaxliga boggier och kan kopplas isär inne på verkstad. Komforten är mycket hög, med klimatanläggning i samtliga enheter, och vagnsgolvet ligger i samma nivå som perrongen vilket gör det lättare att stiga ombord.
Från början tillverkades vagnkorgarna i konventionell stålplåt med reglar men senare övergick man till lättmetall, med konventionell teknik med plåt och reglar. Därefter började man använda strängpressade, stora profiler i lättmetall som svetsades samman (likt danska IC3 och tyska ICE).
Under 1980-talet utformades vissa vagnar, dock inte alla, som tvåvåningsvagnar ("dubbeldäckare"). Under 1994 började en ny generation 12-vagnars tåg (Littera E1), med genomgående tvåvåningsvagnar, att tas i bruk. Tillverkarna var Hitachi och Kawasaki. Topphastigheten låg på 240 km/h men axellasten var maximalt 17 ton (lättare än det svenska X2000-lokomotivets axellast, sth 200 km/h). De kom att användas till 2012. En andra generation av dubbeldäckare (littera E4) kom 1997 på Tohoku shinkansen. Tågtypen användes fram till 1 oktober 2021. Sedan dess finns inga dubbeldäckade Shinkansen-tåg i trafik.

### Utbyggnadsstrategier
Efter att de första uppenbart lönsamma linjerna byggts i för den tiden mycket hög standard och med hög budget ville man utvidga shinkansennätverket till hela landet. Byggnationerna av nya linjer enligt samma höga standard ämnade direkt för Shinkansen gjordes. I mitten på 80-talet planlades inga fler stora projekt på grund av de inte kunde finansieras.
När JNR delades upp 1987 började utbyggnadsplanerna ta fart men två nya strategier för att minska konstruktionskostnaderna. Den ena var att sänka standarden radikalt och bygga om befintliga banor från smalspår till normalspår. Det ger inga höghastigetslinjer men kortare grenar kan på det sättet direkt anslutas till Shinkansennätet utan tågbyten. Denna metod har använts för Yamagata Shinkansen och Akita Shinkansen som brukar benämnas mini-shinkansen. Den andra metoden är att bygga järnvägsprojekt som ändå behövs och på sikt kan komma att användas för shinkansen i Shinkansenstandard men med smalspår och använda dem i det lokala järnvägsnätet tills anslutningar till Shinkansennätet byggts och de kan konverteras till normalspår. Denna metod har bland annat använts i Seikantunneln till Hokkaido som byggdes med smalspår men redan från början planerades att användas för Hokkaido Shinkansen.
En tredje strategi har provats för Nishi Kyushu shinkansen till Nagasaki. Där tänkte man sig att utveckla tåg för variabel spårvidd för kunna ansluta via befintligt smalspår. Uthållighetstesterna för detta visade dock på problem med konstruktionen så att det inte tagits fram något sådant tåg för reguljär trafik. Istället har en avgång på smalspåret mellan Shin-Tosu och Takeo Onsen att inrättats för att passa in shinkansenavgångarna och minska restiden. Samma strategi användes vid utbyggnaden av Kyushu shinkansen som till en början inte hade kontakt med Sanyo shinkansen.

## Fordon
Shinkansen-tågen är samtliga av elektrisk motorvagnstyp, även om man sedan den första generationen i vissa modeller börjat koppla in släpvagnar (billigare). Kontaktledningsspänningen är alltid 25 kV (frekvensen varierar dock) och tågen har en mycket hög komfort (klimatanläggning, luftfjädring, vagngolv i samma nivå som plattform etc).
Tågen är tekniskt sett konventionella. Vagnkorgarna är antingen byggda av stål eller lättmetall. Boggierna i snabbtåget Littera 100 (introducerat 1985) har följande data:
- primärfjädring: stålfjädrar
- sekundärfjädring: luftfjädrar
- axelavstånd: 2 500 mm
- hjuldiameter 910 mm (oslitet)
- max axellast, lastad: 15,0 t
- motoreffekt: 2 × 230 kW
- motorvikt: 828 kg/st

En skillnad mot många andra länder är att många japanska Shinkansen-tåg har 5 säten i bredd, något som möjliggjordes redan under sextiotalet, då 338 cm breda vagnkorgar (det svenska motorvagnståget X60, som också har 5 säten i bredd, har korgbredden 326 cm) började att användas.

### Översikt Shinkansen-tåg
Nedan följer en kort översikt av Shinkansen-tågen, sorterade efter Littera. Observera att flera av tågsätten senare har kopplats ihop på olika sätt jämfört med originalutförande. Notera speciellt det totala antalet vagnsenheter (över 9 000 stycken).
| Beteckning | Antal säten [pl] | Korgbredd [cm] | Konfig säten 2 kl | Sätesavstånd 2 kl [cm] | Klimatanl. | Sth [km/h] | Lös [mm]          | Tomvikt [t] | Max. kont. eff. [kW] | Antal vagnenh. [st] | Ant. drivmot. [st] | Motortyp | Lutn. korg | Korg mtrl  | Införd | Antal vagnar [st] |
| ---------- | ---------------- | -------------- | ----------------- | ---------------------- | ---------- | ---------- | ----------------- | ----------- | -------------------- | ------------------- | ------------------ | -------- | ---------- | ---------- | ------ | ----------------- |
| 0          | 1.285            | 338            | 2 + 3             | 94,98                  | ja         | 220        | 392.800           | xxx         | 11.840 (B)           | max 16              | 64 (B)             | likström | nej        | stål       | 1964   | 3.216             |
| 100        | 1.285            | 338            | 2 + 3             | 104                    | ja         | 230        | 394.600           | xxx         | 11.040 (B)           | max 16              | 48 (B)             | likström | nej        | stål       | 1985   | 1.056             |
| 200        | max 885          | 338            | 2 + 3             | 98                     | ja         | 240        | 250.300/ 300.300  | xxx         | 11.040 (A)           | 10 eller 12         | 48 (A)             | likström | nej        | lättmetall | 1982   | 700               |
| 300        | 1.323            | 338 (D)        | 2 + 3 (D)         | 104                    | ja         | 270        | 402.100           | 710         | 12.000               | 16 st               | 40                 | asynkron | nej        | lättmetall | 1992   | 1.104             |
| 400        | 335              | 295            | 2 + 2             | 98                     | ja         | 240        | 148.650           | 312         | 5.040                | 7                   | 24                 | asynkron | nej        | stål       | 1992   | 84                |
| 500        | 1.324            | 338            | 2 + 3             | 102                    | ja         | 300        | 404.000           | (632)       | 18.240               | 16                  | 64                 | asynkron | nej        | lättmetall | 1997   | 144               |
| 700        | 1.323            | 338            | 2 + 3             | 104                    | ja         | 285        | 404.700           | xxx         | 13.200               | 16                  | 48                 | asynkron | nej        | lättmetall | 1999   | 1.328             |
| 800        | max 392          | 338            | 2 + 2             | 104                    | ja         | 260        | 154.700           | xxx         | 6.600                | 6                   | 24                 | asynkron | nej        | lättmetall | 2004   | 36                |
| N700       | 1.323            | 338            | 2 + 3             | 104                    | ja         | 300        | 404.700           | xxx         | 17,080               | 16 alt 8            | 48                 | asynkron | nej        | lättmetall | 2005   | 1.328             |
| E1         | 1.235            | 343            | 2 + 3,3 + 3       | 98                     | ja         | 240        | 302.100           | xxx         | 9.840                | 12                  | 24                 | asynkron | nej        | stål       | 1994   | 72                |
| E2         | max 630          | 338            | 2 + 3             | 98                     | ja         | 275        | 201.400...251.400 | xxx         | 7.200                | 8 alt 10            | 24...32            | asynkron | nej        | lättmetall | 1997   | 442               |
| E3         | max 275          | 294            | 2 + 2             | 98                     | ja         | 275        | 128.150...148.650 | xxx         | 4.800 (3)            | 6 alt 7             | 16...20            | asynkron | nej        | lättmetall | 1997   | 261               |
| E4         | 817              | 343            | 2 + 3,3 + 3       | 98                     | ja         | 240        | 201.400           | xxx         | 6.720                | 8                   | 16                 | asynkron | nej        | lättmetall | 1997   | 208               |
| E5         | 731              | 335            | 2 + 3             | 104                    | ja         | 320        | 253.000           | xxx         | 9.600                | 10                  | 32                 | asynkron | ja         | lättmetall | 2011   | 590               |
|            |                  |                |                   |                        |            |            |                   |             |                      |                     |                    |          | Summa      |            |        | 9.241             |

- (A) = vid totalt 12 vagnar
- (B) = vid totalt 16 vagnar
- (C) = vid totalt 6 vagnar
- (D) = Tokaido-linjen har 338 cm, Hokuriku-linjen har 318 cm

## Pågående utbyggnader och framtidsplaner

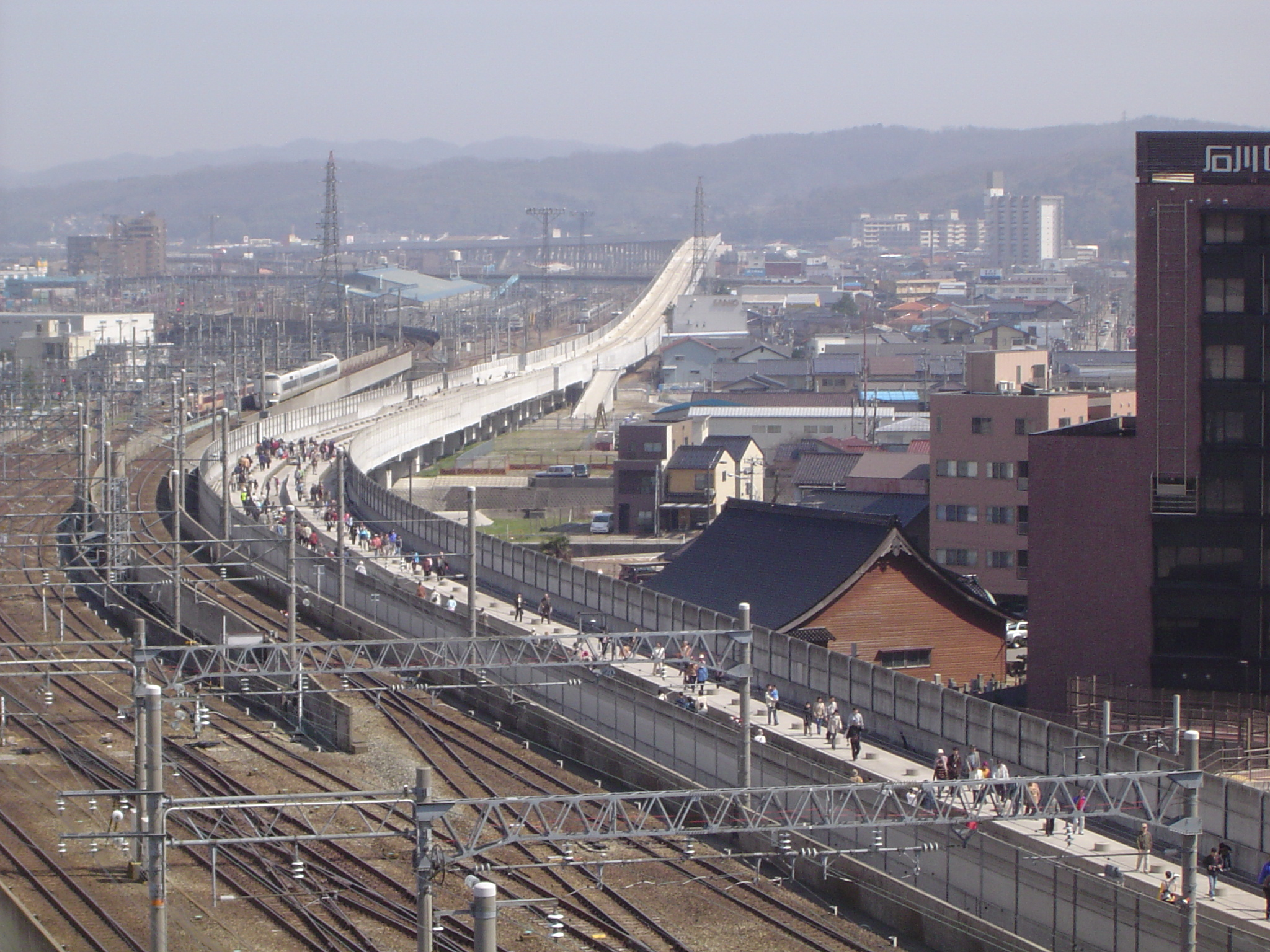
Bild från byggandet av Hokuriku Shinkansen vid Kanazawa station i mars 2008.

För Kyushu Shinkansen pågår sedan 2008 utbyggnaden av en gren till Nagasaki.
Hokkaido Shinkansens första etapp i Tohoku Shinkansens förlängning från Shinaomori 149 km till Shin-Hakodate-Hokuto på Hokkaido är färdigbyggd och öppnades för trafik 26 mars 2016. Från Shinhakodate finns även planer på en andra etapp av Hokkaido Shinkansen 211 km till Sapporo.
Hokuriku Shinkansen är planerad att så småningom förlängas till Shin Osaka med en dragning längs Honshus norra kust.

### Fordonsutveckling
Japan har hårdare restriktioner för buller från tåg än de flesta andra länder. JR Higashi-nihon har i samarbete med industrin bedrivit ett utvecklingsarbete för att få fram tåg som kan gå i 360 km/h inom de japanska bullerbestämmelserna men inte klarat av det och deras serie E5 som introducerats på Tohoku Shinkansen 2011 går därför med maxhastigheten 320 km/h. Som ett nästa steg med samma mål om att klara bullerbestämmelser i 360 km/h för nästa generation tåg på Tohoku och Hokkaido shinkanse görs försök med ett nytt experimenttåg ALFA-X som körts i 400 km/h.
För anslutningen med Shinkansen till Nagasaki där höghastighetsbanan under konstruktion inte har anslutning till andra Shinkansenlinjer utvecklar JR:s utvecklingsbolag JRTT ett tåg för variabel spårvidd som ska trafikera den nya Shinkansengrenen och använda existerande smalspår för att ansluta med Kyushu Shinkansen.
För exportmarknaden planerar Kawasaki Heavy Industries, Ltd. att lansera tåg med kommersiell drifthastighet 350 km/h under våren 2010 som inte uppfyller de japanska bullerbestämmelserna.

### Maglev och Chuo Shinkansen

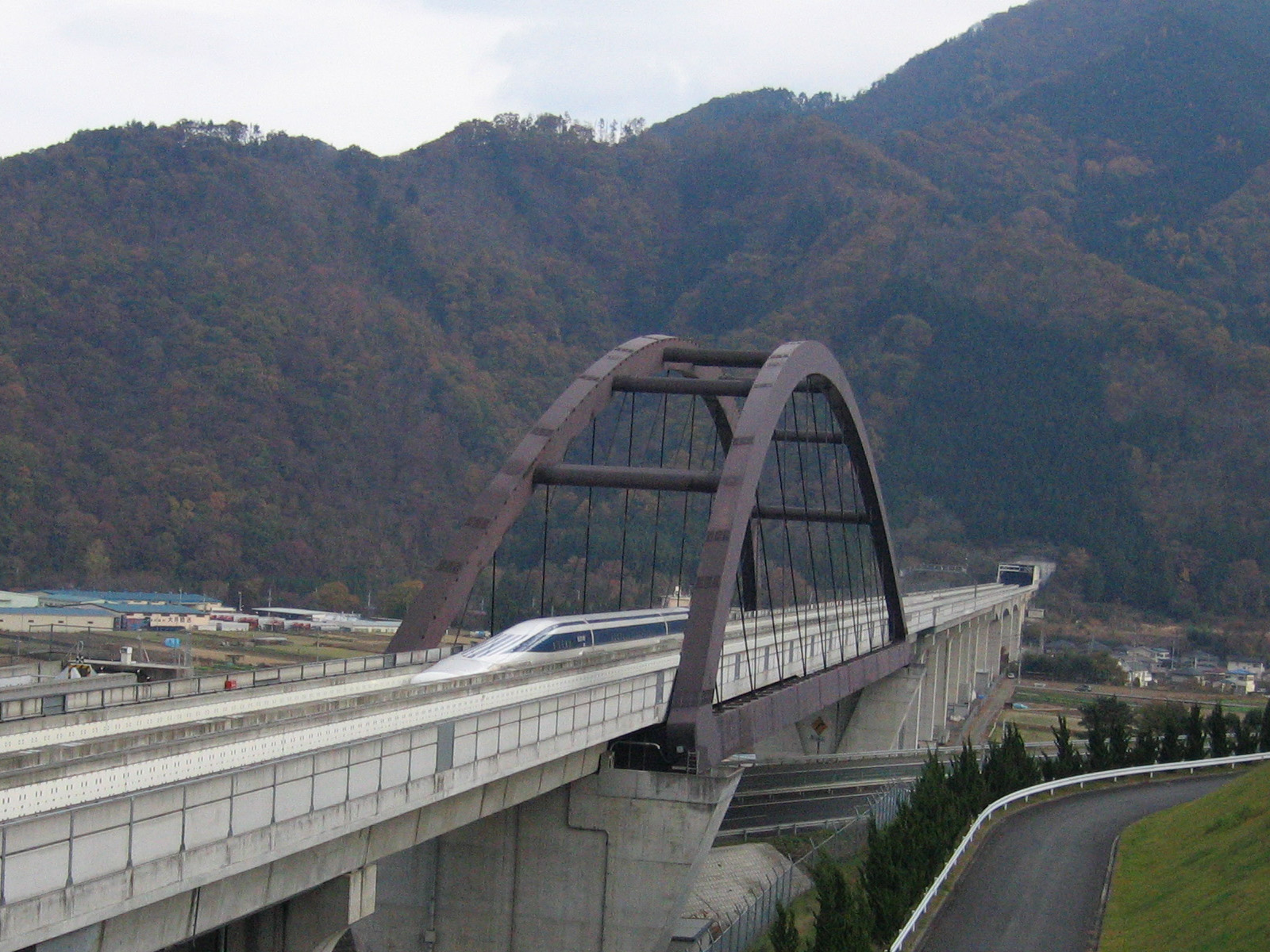
JR-Maglev på testbanan i Yamanashi.

Det tidigare statliga järnvägsbolaget Japanese National Railways (JNR) började forskning och utvecklingsarbete kring tåg som svävar ovan rälsen så kallat maglev 1970. Med dagens teknik när franska TGV planeras att öka hastigheten till 350 km/h är det fortfarande intressant med den utvecklingen i Japan nu främst för att de kan köras med betydligt högre hastighet utan att överstiga bullergränserna.
För sträckan Tokyo-Osaka som nått sitt kapacitetstak med upp till 14 avgångar per timme planeras sedan länge en andra shinkansenlinje. Den kallas Chuo Shinkansen och ska gå en betydligt rakare sträckning genom Akaishibergen mellan Tokyo och Nagoya. JR Tokai har därför tillsammans med Japan's Railway Technical Research Institute (RTRI) byggt en testanläggning för utveckling av ett nytt supraledande maglevtåg JR-Maglev i Yamanashi som ska kunna ingå som en del i Chuo Shinkansen när den ska byggas.
JR Tokai beslutade 25 december 2007 att verka för att bygget av Chuo Shinkansen ska komma igång så snabbt som möjligt genom att ta på sig alla kostnader för bygget av första etappen mellan Tokyo och Nagoya och avsåg att den skulle kunna invigas 2025. Tidsplanen är nu osäker på grund av den miljödebatt som blossat upp i Shizuoka.

## Export
Höghastighetsbanan Taiwan High Speed Rail på Taiwan, som täcker in största delen av öns längd och går via de flesta större städer, är baserad på Shinkansen. Den började byggas 2000 och trafikeras sedan 2005. Taiwan är den första exportmarknaden av tågsystem baserade på Shinkansen. Tågen som används kallas 700T. De är baserade på Shinkansen 700 och 500, men är kortare.
| Littera | Antal sittpl. [pl] | Stolavstånd 2 kl [cm] | Längd [mm] | Tomvikt [t] | Antal vagnenh. [st] | Max. kont. eff. [MW] | Ant. drivmot. [st] | Motortyp | Lutningsb. korg | Korgbredd [cm] | Korgmaterial | Sth [km/h] | Införd | Antal vagnar [st] |
| ------- | ------------------ | --------------------- | ---------- | ----------- | ------------------- | -------------------- | ------------------ | -------- | --------------- | -------------- | ------------ | ---------- | ------ | ----------------- |
| 700T    | 989                | xxx                   | 298.500    | 503         | 12                  | 11,84                | 36                 | asynkron | nej             | 338            | xxxx         | 300        | 2007   | xxxx              |

Det fanns även planer under 1970-talet att exportera Shinkansen till Iran.